# Engano sônico

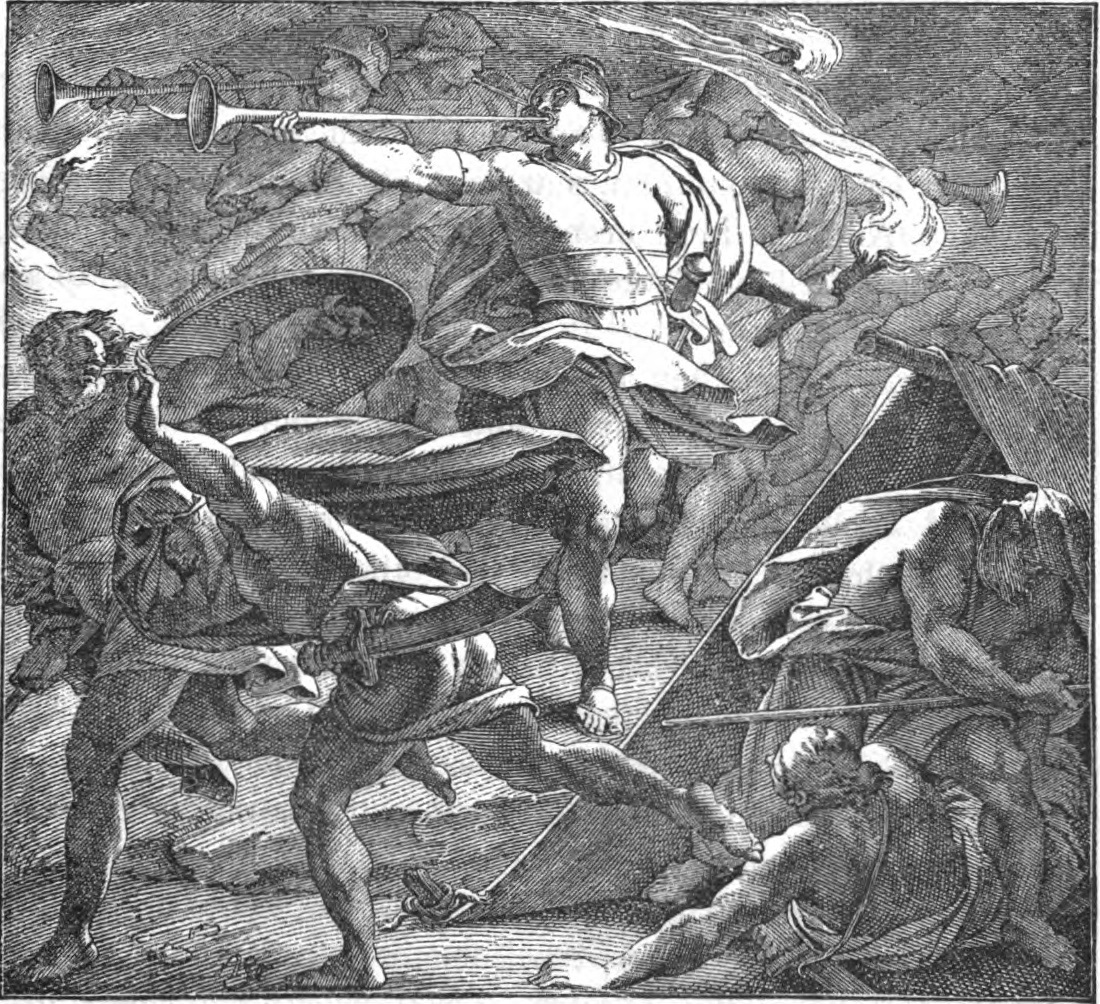
Gideon used ram horn trumpets to deceive the Midianites.

Engano sônico refere-se a uma tática de engano no campo de batalha que envolve a projeção de sons para produzir ruídos destinados a enganar os ouvintes. Os ruídos gravados têm como alvo o equipamento de alcance sonoro do inimigo, bem como o ouvido humano. É empregado em diversas atividades, que incluem movimentação de veículos e construção de infraestrutura e instalações militares. . É empregado em diversas atividades, que incluem movimentação de veículos e construção de infraestrutura e instalações militares.